# Коханув (Ліпський повіт)
Коханув (пол. Kochanów) — село в Польщі, у гміні Цепелюв Ліпського повіту Мазовецького воєводства.
Населення — 65 осіб (2011).
У 1975-1998 роках село належало до Радомського воєводства.

## Демографія
Демографічна структура станом на 31 березня 2011 року:
|          | Загалом | Допрацездатний вік | Працездатний вік | Постпрацездатний вік |
| -------- | ------- | ------------------ | ---------------- | -------------------- |
| Чоловіки | 31      | 7                  | 19               | 5                    |
| Жінки    | 34      | 6                  | 16               | 12                   |
| Разом    | 65      | 13                 | 35               | 17                   |